# Crómlech de los Almendros
El crómlech de los Almendros (en portugués Cromeleque dos Almendres) es, en su fase más antigua (fines del sexto milenio a. C.), el monumento más antiguo de Europa y, asimismo, el monumento megalítico más antiguo del continente. Se encuentra en el municipio Nossa Senhora de Guadalupe en la región de Évora (Portugal). La arquitectura megalítica, que nace en esta zona (con ejemplos como el menhir do Outeiro, el menhir dos Almendres, el crómlech do Xerez o el propio crómlech dos Almendres), será llevada más tarde a Bretaña por navegantes. Allí se construirán el Cairn de Barnenez, cuya fase más antigua es de la 1.ª mitad del milenio -V, el dolmen de Les Fouaillages (4.500 a. C.) o el Gran Menhir de Er Grah (4500 a. C). Más tarde el megalitismo se expandirá por el resto de Europa.

## Historia
La formación del conjunto se realizó en tres etapas:
- 1.ª fase: Finales del Neolítico Antiguo (fines del VI milenio a. C): Se crean tres círculos concéntricos. El mayor de los tres medía 18,80 m de diámetro, y el menor 11,40 m. Actualmente no se conservan todas las piedras originarias, pero sí buena parte de ellas. Este fase del crómlech (h. 5.100 a. C) es el monumento más antiguo de Europa.
- 2.ª fase: Neolítico Medio (V milenio a. C): Al oeste de los tres círculos originales del crómlech se construyen dos elipses concéntricas e irregulares. El eje mayor de la elipse externa mide 43,60 m y su eje menor 36 m.
- 3.ª fase: Neolítico Final (III milenio a. C): Ambos recintos sufren algunas modificaciones. Se suprimen algunos menhires de la construcción circular inicial, con lo que esta se convierte en el atrio de la construcción elíptica posterior. Este atrio era probablemente la entrada a las celebraciones religiosas que debieron de tener lugar en el interior del crómlech. También parece que en esta fase se añaden los menhires con grabados.

El monumento dejó de tener uso en el Calcolítico.

El conjunto fue descubierto en 1964 por Henrique Leonor Pina, cuando procedía a la confección del mapa geológico de Portugal. Desde entonces, se han llevado a cabo tres excavaciones arqueológicas.
El conjunto se encuentra clasificado por el IGESPAR como Inmueble de Interés Público desde 1974.

## Características
Se trata de un crómlech en la cuesta girada al este de una colina. 
Los monolitos, algunos con tres metros de altura, fueron colocados sobre cavidades previamente preparadas. Actualmente, existe una planta de la disposición de cada uno de los monolitos y todos están numerados para posibilitar la identificación de las características individuales de cada uno.
Los dos recintos contiguos presentan una orientación este-oeste:
- El recinto Oeste tiene forma de círculo. Es el más antiguo y fue edificado durante el Neolítico inicial medio. Se compone de tres círculos concéntricos y suma un total de veinticuatro monolitos. El círculo exterior tiene aproximadamente 18,8 metros de diámetro y el círculo interior cerca de 11,4 metros.
- El recinto Este tiene forma de elipse. Es el más reciente y fue edificado durante el Neolítico medio. Se compone por 95 menhires que forman en dos elipses concéntricas en la cual la mayor presenta las siguientes dimensiones: el eje mayor tiene 43,6 metros y el menor, 32 metros. En el interior del recinto en forma de elipse fueron erigidos en el Neolítico final junto con algunos nuevos menhires y se grabaron algunas figuras en relieve en algunos de los ya existentes.[1]